# Muqattaʿat

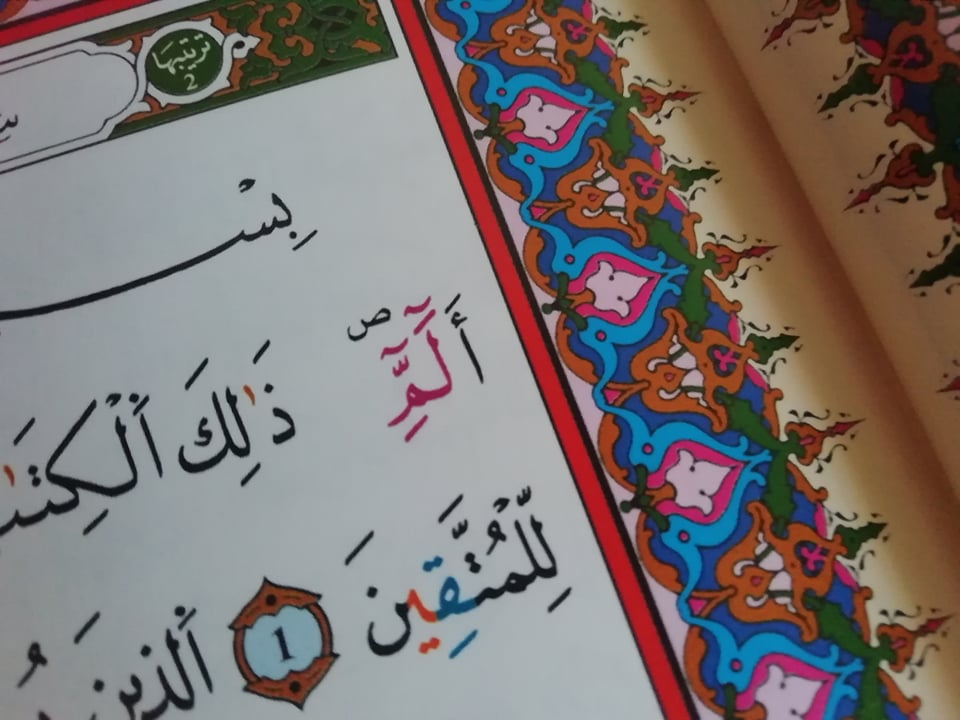
Muqatta’at w surze Al-Baqara – w centralnej części zdjęcia litery arabskie Alif – Lam – Mim. (Koran w edycji Warsh)

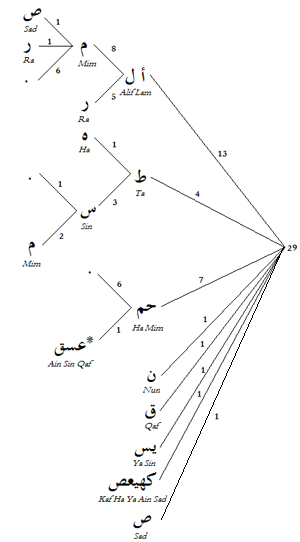
Schemat kombinacji Muqatta’at w Koranie. Czytać od prawej do lewej

Muqatta’at lub tajemnicze litery, litery odcięte (arab. حُرُوف مُقَطَّعَات ḥurūf muqaṭṭaʿāt) – litery pojawiające się na początku 29 ze 114 sur Koranu tuż po formule basmala. Liczba liter na początku tych sur waha się od jednej do pięciu. Istnieje bardzo wiele hipotez na temat znaczenia tych liter, opracowanych zarówno przez egzegetów i badaczy muzułmańskich, jak i zachodnich orientalistów.

## Wybrane z hipotez na temat znaczenia muqatta’at
- skróty imion i atrybutów Allaha (opinia Ibn Abbasa, przed rokiem 688 r.)[1]
- skróty nazw sur (Fachr ad-Din ar-Razi)[2]
- dźwięki mające przywołać uwagę odbiorców[3]
- mistyczne znaki o znaczeniu symbolicznym powiązanym z ich wartością numeryczną w alfabecie arabskim[3]
- inicjały skrybów lub posiadaczy danych fragmentów Koranu. Jest to wczesna hipoteza Theodora Nöldeke (ok. 1860 r.), porzucona przez niego później. Rozbudował ją Hartwig Hirchfeld (1901 r.). Obecnie, zarówno w świetle badań uczonych muzułmańskich, jak i orientalistów zachodnich, tezy, wedle których litery zostały dodane do sur po pewnym czasie, wydają się mało prawdopodobne[3].
- symbole związane z Kabałą, które odwołują się do pewnych słów kluczowych i fraz w surach, na których początku stoją (Otto Loth, ok. 1881 r.)[3].
- tajemnica znana tylko Allahowi – taka konkluzja pojawia się w wielu tafsirach i dziełach uczonych muzułmańskich, np. w Tafsirze Ibn Kathira[4]:

„Pojedyncze litery na początku niektórych sur należą do tych rzeczy, o których wiedzę Allah zatrzymał dla siebie.”

## Lista muqatt’at w Koranie
| Sura        | Muqattaʿat                  |
| ----------- | --------------------------- |
| Al-Baqara   | ʾAlif Lām Mīm الم           |
| Al-Imran    | ʾAlif Lām Mīm الم           |
| Al-Araf     | ʾAlif Lām Mīm Ṣād المص      |
| Junus       | ʾAlif Lām Rā الر            |
| Hud         | ʾAlif Lām Rā الر            |
| Jusuf       | ʾAlif Lām Rā الر            |
| Ar-Rad      | ʾAlif Lām Mīm Rā المر       |
| Ibrahim     | ʾAlif Lām Rā الر            |
| Al-Hidżr    | ʾAlif Lām Rā الر            |
| Marjam      | Kāf Hā Yā ʿAin Ṣād كهيعص    |
| Ta Ha       | Ṭā Hā طه                    |
| Asz-Szuara  | Ṭā Sīn Mīm طسم              |
| An-Naml     | Ṭā Sīn طس                   |
| Al-Kasas    | Ṭā Sīn Mīm طسم              |
| Al-Ankabut  | ʾAlif Lām Mīm الم           |
| Ar-Rum      | ʾAlif Lām Mīm الم           |
| Lukman      | ʾAlif Lām Mīm الم           |
| As-Sadżda   | ʾAlif Lām Mīm الم           |
| Ja Sin      | Yā Sīn يس                   |
| Sad         | Ṣād ص                       |
| Al-Ghafir   | Ḥā Mīm حم                   |
| Fusilat     | Ḥā Mīm حم                   |
| Asz-Szura   | Ḥā Mīm; ʿAin Sīn Qāf حم عسق |
| Az-Zuchruf  | Ḥā Mīm حم                   |
| Ad-Duchan   | Ḥā Mīm حم                   |
| Al-Dżadhija | Ḥā Mīm حم                   |
| Al-Ahafk    | Ḥā Mīm حم                   |
| Kaf         | Qāf ق                       |
| Al-Kalam    | Nūn ن                       |